# Гранд Порт
Гранд Порт је покрајина која се налази на југоисточном делу Маурицијуса. Име је добила по селу Олд Гранд Порт у које су се Холанђани искрцали и које је прва лука на острву. Највећи град је Махеборг које се налази на обали, у Гранд Порт заливу. Саградили су га Холанђани, а касније освојили Французи. 